# Winnipeg Monarchs

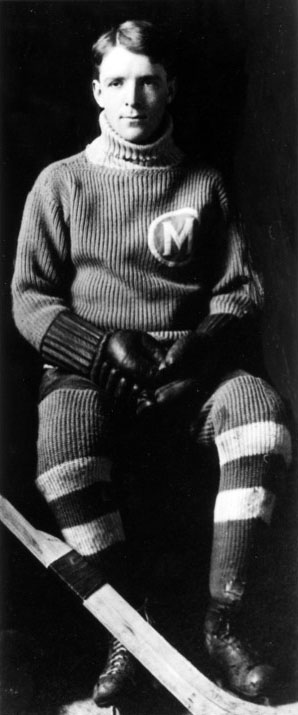
Steamer Maxwell med Winnipeg Monarchs.

Winnipeg Monarchs var ett kanadensiskt ishockeylag i Winnipeg, Manitoba, som spelade i Manitoba Hockey Association åren 1910–1922.

## Historia
Winnipeg Monarchs grundades 1906 och spelade i en arena på hörnet av Sergeant Avenue och Furby Street i Winnipegs West End. Winnipeg Monarchs spelade från och till i Manitoba Hockey Association, även kallad Manitoba Hockey League, åren 1910–1922. Säsongen 1914–15 vann Winnipeg Monarchs Manitoba Hockey Association och sedan även Allan Cup som kanadensiska amatörmästare.
1935 representerade Winnipeg Monarchs Kanada i Världsmästerskapet i Davos där laget segrade efter att ha vunnit finalmatchen mot värdlandet Schweiz med siffrorna 4-2. Kort därefter lades lagets verksamhet ner.
Två spelare från Winnipegs isländsk-kanadensiska befolkning som spelade för klubben under början av sina respektive karriärer var Cully Wilson och Haldor Halderson. Bland de andra spelare som representerade Winnipeg Monarchs fanns berömdheter som Steamer Maxwell, Dick Irvin, George Hay och Ching Johnson, som alla är invalda i Hockey Hall of Fame.
Två juniorlag spelade under namnet Winnipeg Monarchs. Ett av lagen spelade i Manitoba Junior Hockey League, MJHL, åren 1930–1978. Det andra spelade i Western Canada Hockey League säsongen 1976–77.

### Winnipeg Monarchs 1915
Laget som vann Allan Cup 1915: Tommy Murray, Reg Hay, Steamer Maxwell, Alex Irvin, Dick Irvin, Stan Marples, Clem Loughlin, Del Irvine, Frank Cadham, Harry Stewart och tränaren Walter Robertson.

### Winnipeg Monarchs 1935
Laget som vann Världsmästerskapet 1935: Tony Lemay, Vic Lindquist, Romeo Rivers, Cam Shewan, Art Rice-Jones, Roy Hinkle, Norm Yellowlees, Archie Creighton, Albert Lemay och Joe Rivers.